# Roclincourt
Roclincourt là một xã ở tỉnh Pas-de-Calais nước Pháp.

## Địa lý
Roclincourt có cự ly 4 km (2,5 mi) về phía bắc Arras và 13 km (8,1 mi) về phía nam Lens, và khoảng 110 km (68 mi) so với Calais.